# Air Slovakia
Air Slovakia byla slovenská letecká společnost, jež sídlila na Štefánikově mezinárodním letišti v Bratislavě.

## Historie

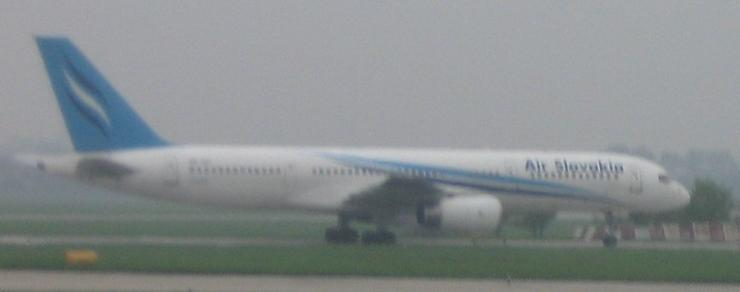
Nové barevné variace Air Slovakia

Společnost Air Slovakia vznikla v květnu 1993. Původně se jmenovala Air Terrex Slovakia, v listopadu 1994 bylo slovo Terrex vypuštěno.
První pravidelná linka z Bratislavy do Tel-Avivu se uskutečnila v lednu 1994 a od té doby se počet pravidelných spojů zvyšoval. Poté létala Air Slovakia pravidelně do těchto destinací:
- Amritsar
- Beirut
- Birmingham
- Delhi
- Dubaj
- Kuvajt (město)
- Larnaca
- Tel-Aviv

Společnost měla také vybudované destinace charterové dopravy v Bulharsku, Egyptě, Francii, Řecku, Španělsku, Turecku a Tunisu, ale i na exotických místech, jako např. Maledivy nebo Srí Lanka.
Na konci roku 2008 Air Slovakia dlužila na zdravotním a důchodovém pojištění svých zaměstnanců 0,4 milionu eur. Na konci června 2009 již závazky po splatnosti vůči společnosti Sociálna poisťovňa činily 0,7 milionu eur.
Roku 2010 se Air Slovakia začátkem března dostala do režimu ochrany před věřiteli, v dubnu jí soud povolil restrukturalizaci a 3. května přišla o licenci. Firma ukončila svoji činnost.